# Kloster Sparneck

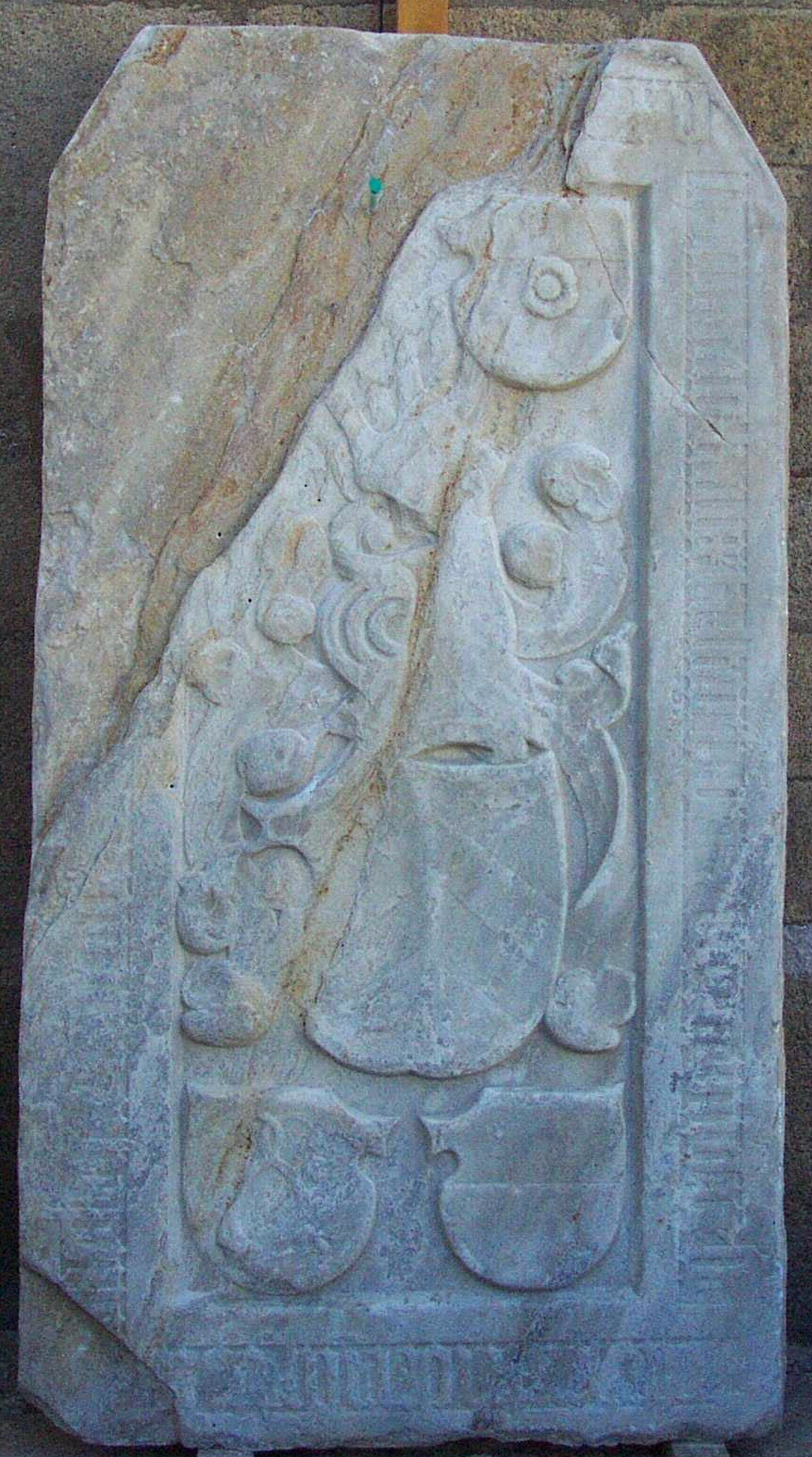
Epitaph des Klosterstifters Friedrich von Sparneck

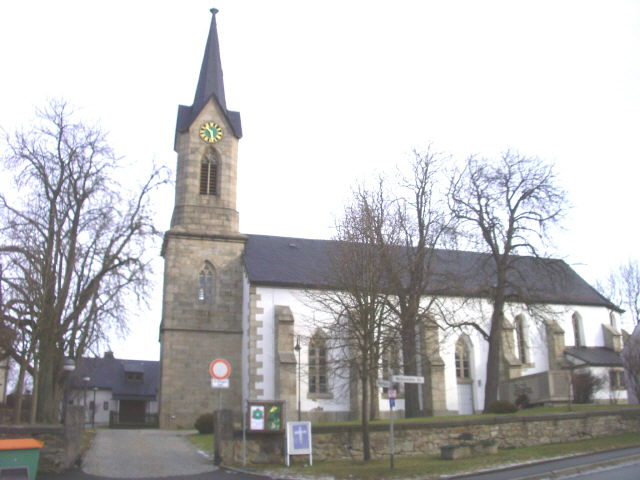
St.-Veits-Kirche in Sparneck

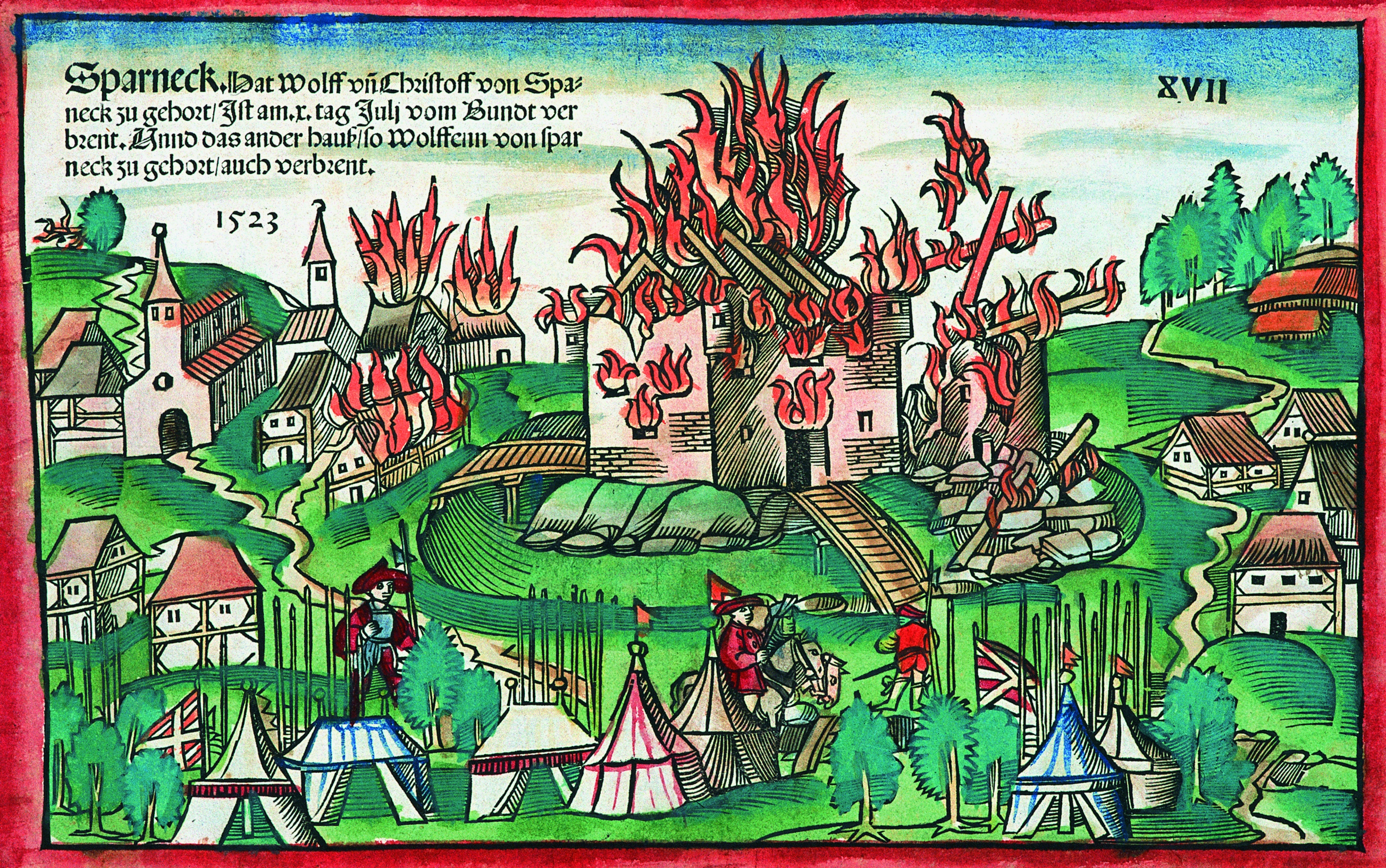
Sogenannter Wandereisen-Holzschnitt von 1523, links im Hintergrund das Klostergebäude, daneben die Klosterkirche, heute Chorraum von St. Veit

Das Kloster Sparneck ist ein ehemaliges Kloster der Karmeliten in Sparneck in Bayern in der Diözese Bamberg.

## Geschichte
Das Kloster in Sparneck wurde von Friedrich von Sparneck gestiftet und war dem heiligen Ägidius geweiht, einem der Vierzehn Nothelfer. Friedrich soll der Sage nach während des Bayerischen Krieges gelobt haben, ein Kloster zu stiften, wenn seine Besitzungen vor Schaden bewahrt würden. Sie blieben unversehrt und Friedrich hielt sein Versprechen. Auch die Aktivitäten von Johannes Soreth können zur Gründung beigetragen haben. Kurz vor der Fertigstellung im Jahr 1477 starb der Stifter am 10. Oktober und wurde in einer Krypta unterhalb des Altarraumes der heutigen Kirche beigesetzt. Die Krypta wurde nach dem großen Brand von 1845 wiederentdeckt und die Grabplatte im Kirchturm aufgestellt. Das Kloster wurde von Friedrichs Sohn Christoph fertiggestellt und von Karmeliten bewohnt. Bis 1534 sind 15 Prioren namentlich bekannt. 
Nach der Reformation verfiel das Kloster schnell, wurde 1550 verkauft und später abgebrochen. Die ehemalige Klosterkirche bildet den Chorraum der Sparnecker Pfarrkirche St. Veit. Auf dem Wandereisen-Holzschnitt erkennt man auf ihr einen Dachreiter, der ein Zeichen der Bescheidenheit des Bettelordens ist. Die Kirche wurde 1562, verhältnismäßig spät für das umliegende Fürstentum Bayreuth, evangelisch und bekam im Jahr 1695 ein neues Kirchenschiff und einen steinernen Turm.